# Schwarzköpfiger Bartläufer
Der Schwarzköpfige Bartläufer  (Leistus terminatus) ist ein Käfer aus der Familie der Laufkäfer (Carabidae).

## Merkmale
Die Käfer erreichen eine Körperlänge von 6,5 bis 7,5 Millimetern. Ihr Körper ist rotgelb gefärbt, der Kopf jedoch ist anders als beim ähnlichen Gewöhnlichen Bartläufer (Leistus ferrugineus) schwarz. Das Abdomen ist ebenfalls schwarz, die rötlich-gelbbraunen Deckflügel (Elytren) sind schlank, oval geformt, nach hinten etwas verbreitert und tragen Längsrillen. Ihre Spitzen sind meist schwarz gefärbt. Der herzförmige Halsschild besitzt nur einen schmal abgesetzten Seitenrand und ist ebenso rötlich-gelbbraun. Die Fühler und Beine sind gelborange gefärbt.

### Ähnliche Arten
- Gewöhnlicher Bartläufer (Leistus ferrugineus)

## Vorkommen und Lebensweise
Die Tiere kommen vom Norden Frankreichs über Mittel- und Nordeuropa, östlich bis nach Sibirien vor. Sie fehlen in Südeuropa und sind auch im südlichen Mitteleuropa seltener. Sie leben in schilfbewachsenen Sümpfen, Mooren und Bruchwäldern, im Norden auch in feuchten Laub- und Nadelwäldern und sind selten. Die Überwinterung findet als Larve statt.